# Sorin Ullea
Sorin Ullea a fost un istoric de artă român (n. 3 mai 1925, Iași – d. 11 martie 2012, București), consacrat ca medievist.

## Biografia
Tatăl său Traian Ullea a fost ofițer de cavalerie, jurist, Președintele Tribunalului Militar din Iași., iar mama sa a fost Margareta, născută Vasilescu. A fost nepotul mareșalului Palatului, Octav Ullea, sub regii Carol al – II-lea și Mihai, care a părăsit țara odată cu regele Mihai, rudă cu Lucrețiu Pătrășcanu. Din această cauză a publicat sub numele de Sorin Ulea,  revenind la numele legal de Sorin Ullea  după 1989.
A copilărit în Basarabia, unde familia avea proprietăți. Începe facultatea de litere la Iași în 1943, se transferă apoi la Universitatea din București, unde obține licența în filosofie, istoria artelor și drept în 1948. Din 1949 este încadrat la nou constituitul Institut de istoria artei din Capitală, sub oblăduirea profesorului G. Oprescu. Demisionează după un an și lucrează între anii 1950 și 1955 la Centrul de librării și difuzare a cărții, unde presiunea ideologică era mult mai redusă.  Între 1959 și 1961 este reîncadrat la institutul unde a lucrat prima dată. Din 1965 predă istoria artei medievale românești și a Orientului creștin la Institutul de arte plastice din București. A făcut cercetări pe teren la muntele Athos, la Constantinopol,  în Grecia, Bulgaria, Italia, Georgia, Armenia, mergând pe urmele cercetătorilor André Grabar, Gheorghe Balș. 
Publică rezultatele sale în Studii și cercetări de istoria artei, iar după pensionare va publica volume care privesc în mod deosebit arta moldovenească la edituri cu posibilități de difuzare mai mici. 

## Volume
- L’origine et la signification ideologique de la peinture exterieure moldave, coautor Sir Steven Runciman, București, Editura Academiei, 1963
- Rumanian art tresures : fifteenth to eighteenth centuries published on the occasion of the exhibition held at the Royal Scotish Museum, Edinburg, 1965.
- Istoria	artelor plastice în România, vol. I și II, coautor, București, Editura Meridiane, 1968, 1970
- Un	peintre grec en Moldavie au XVIe siecle : Stamatelos Kotronas, coautor Sir Steven Runciman, București, Editura Academiei, 1970
- Arhanghelul	de la Ribița. Angeologie, estetică, istorie, politică, Editura Cerna, 2001
- Piatra de mormânt din biserica Sf. Nicolae Popăuți, 1492, Botoșani, Editura Axa, 2002
- Datarea	ansamblului de pictură de la Sucevița, Botoșani, Editura Axa,	2009
- Încheierea cronologiei picturii moldovenești secolele XV-XVI cu datarea ansamblurilor de la Părhăuți și Arbure, Roman, Editura Mușatina, 2012
- Ideea unirii de la Ștefan cel Mare prin Movilești la Cuza Vodă, București, Editura Proeditura și Tipografie, 2014
- Movileștii și simbolismul picturii Suceviței, Iași, Tipo Moldova, 2017